# پولیتیکا
پولیتیکا (لهستانی: Polityka) یک مجله خبری لهستانی است که از سال ۱۹۵۷ تا کنون منتشر می‌شود. این مجله پرفروشترین مجلهٔ هفتگی لهستان محسوب می‌شود که فروشش از نسخهٔ لهستانی نیوزویک هم بیشتر است. پولیتیکا نمایه کمی روشنفکرانه و از نظر اجتماعی لیبرال دارد، که آن را از رویکرد محافظه‌کار مجلهٔ فپروست و رویکرد پر زرق و برق نیوزویک لهستان متمایز می‌کند. از برخی ویراستاران برجسته و همکاران دائمی مجله می‌توان به ریشارد کاپوشینسکی و کشیشتف زانوسی اشاره کرد.